# Klek

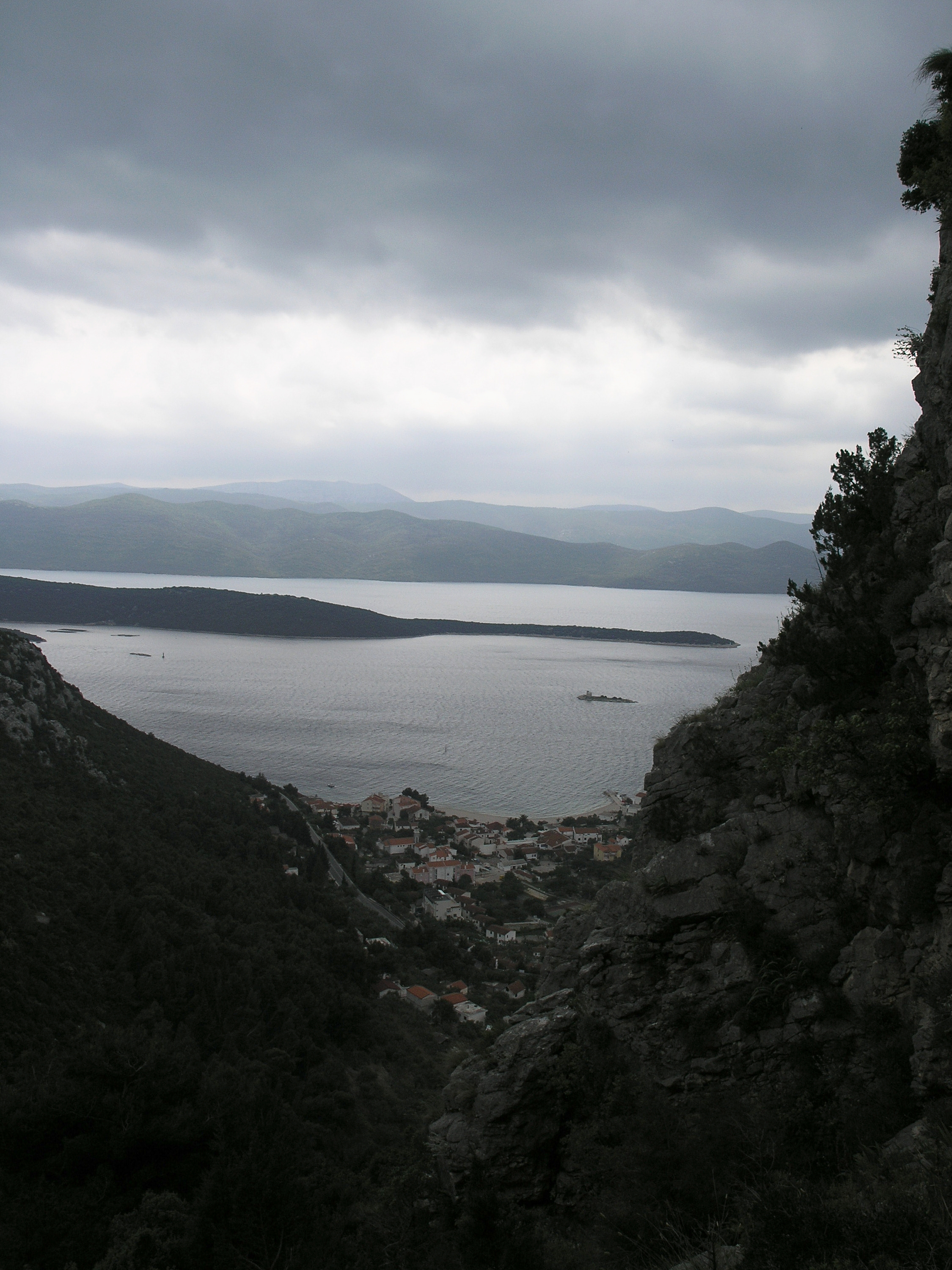
Severozápadní cíp poloostrova (viděno z chorvatské pevniny, od vesnice Klek) je sporným územím

Klek je poloostrov u Jaderského moře, který z větší části patří Bosně a Hercegovině a z menší části pak Chorvatsku. Chorvatská část, vlastně samotná špice poloostrova, je předmětem sporu, protože si ji nárokuje i Bosna.
Poloostrov Klek je dlouhý okolo 6,5 km a ve své prostřední části široký 600 m. Uzavírá malý záliv naproti Neumu, který je rovněž součástí BiH. Kolem Kleku samotného se pak nachází mnoho malých ostrovů, například Veliki Školj a Mali Školj, které připadají BiH, byť je parlament BIH nikdy neuznal za součást území státu. Souběžně s Klekem, za Malostonským zálivem probíhá velký poloostrov Pelješac (podobného tvaru jako Klek), který už celý patří Chorvatsku.

## Administrativní určení
Ta část Kleku, která patří Bosně a Hercegovině, je součástí opčiny Neum a podle Daytonské dohody byla přidělena Federaci Bosny a Hercegoviny. Nyní je součástí Hercegovsko-neretvantského kantonu. Chorvatská část Kleku je součástí Dubrovnicko-neretvanské župy.

## Historie
Poloostrov Klek, ale i Neum, byly součástí republiky Dubrovník celé do roku 1718. Poté je požarevackým mírem postoupila Osmanské říši. Vysoko nad Klekem se tyčí zříceniny hradu Smrdengrad (též Smredeljgrad), který podle pověsti dostal své jméno v době válek s Turky, kdy Turci při dobývání hradu utrpěli velké ztráty a jejich těla šířila po okolí velký zápach. Nedaleko je nekropole s náhrobními kameny – stećky.
Klek, spolu s celou Bosnou a Hercegovinou, se nakonec stal roku 1878 součástí Rakousko-Uherska. Výběžkem Bosny a Hercegoviny v rámci Jugoslávie byl až do roku 1992 (s výjimkou druhé světové války, kdy jej obsadilo fašistické Chorvatsko) a dnes patří nezávislému bosenskohercegovinskému státu jako jedno z mála míst, kde má přístup k moři.